# Stefano Paolicchi
Stefano Paolicchi (Massa, 2 maggio 1963 – Mogadiscio, 2 luglio 1993) è stato un militare italiano, Sergente Maggiore nel 9º Reggimento d'Assalto Paracadutisti "Col Moschin", insignito di Medaglia d’oro al valor militare alla Memoria.

## Biografia
Paolicchi, militare di carriera per dieci anni, aveva partecipato a varie missioni di pace all'estero (fra cui Iraq e Libano) prima di partire alla volta della Somalia per l'operazione UNOSOM II (o Missione Ibis II) coordinata dalle Nazioni Unite.
Incursore paracadutista, con il grado di sergente maggiore, il 2 luglio 1993 cadde in combattimento a Mogadiscio durante la battaglia del pastificio colpito alla milza, in uno dei pochi punti non protetti dal giubbotto antiproiettile. Pur ferito, continuò il combattimento mirato a liberare dall'accerchiamento alcuni militari italiani, caduti in un'imboscata tesa da centinaia di miliziani somali, che reagirono imprevedibilmente e violentemente a un rastrellamento di armi. Persa conoscenza, venne trasportato all'ospedale di Mogadiscio dove spirò.
Fu insignito della medaglia d'oro al valor militare alla memoria, e ai funerali di Stato dei 3 militari uccisi (gli altri due caduti furono il sottotenente Andrea Millevoi e il caporale Pasquale Baccaro), tenutisi nella basilica di Santa Maria degli Angeli, oltre ai familiari e a migliaia di persone presenziò anche il presidente della Repubblica Oscar Luigi Scalfaro.